# Veteran (Wyoming)
Veteran – jednostka osadnicza w Stanach Zjednoczonych, w stanie Wyoming, w hrabstwie Goshen.